# Juan de Lasala Santa Fe
Juan de Lasala y Santa Fe (Jaca, c. 1460 - Jaca, 1527). Señor de Somanés, fue comerciante y miembro de la familia jaquesa de los Lasala. Constructor de la capilla de San Miguel de la Catedral de Jaca, junto a su esposa Juana Bonet.

## Biografía
Lasala Santa Fe fue hijo de Johan de Lasala y Dolça de Santa Fe.Continuó la actividad comercial iniciada por su padre y abuelo,mientras que su madre Dolça descendía de una familia de mercaderes, judeoconversa, originaria de Sariñena.
Contrajo matrimonio con Juana Bonet (ya aparecen casados en 1493),procedente de una familia de notarios jaqueses, llegando a ser una de las parejas más acaudaladas de la Jaca del Quinientos.
El matrimonio utilizó parte de su patrimonio para comprar el señorío de Somanés, del que tomaron posesión el 20 de febrero de 1523, por un total de 33.000 sueldos jaqueses.Existen también evidencias que Juan de Lasala fue uno de los muchos banqueros del Rey Carlos I,pudiendo participar en algún préstamo sindicado junto al aragonés Gabriel Zaporta.

## Capilla de San Miguel

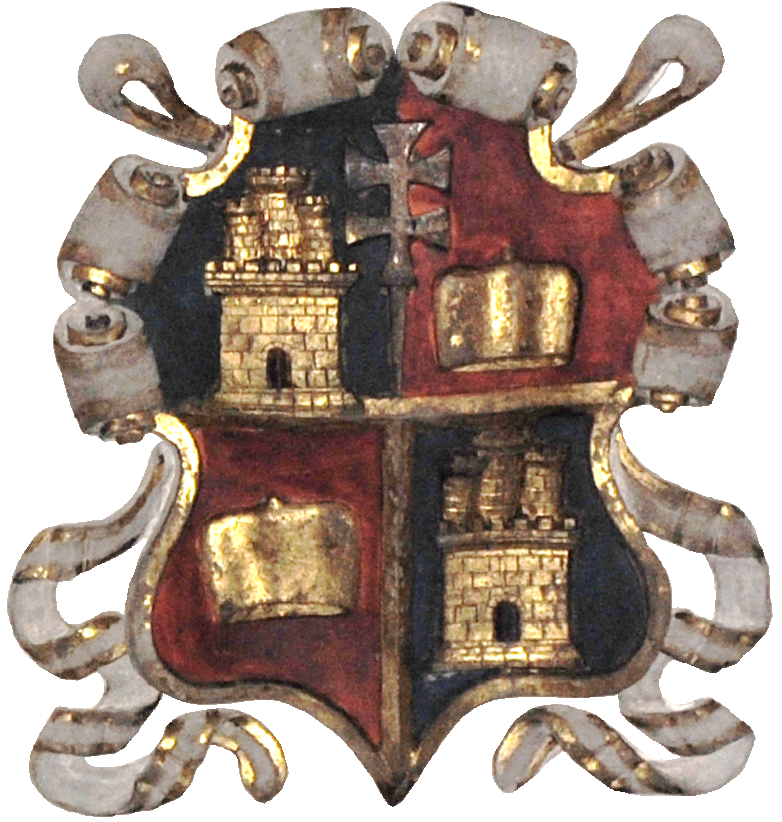
Escudo cuartelado con las armas entrelazadas de los Lasala y los Bonet, en la capilla de San Miguel de la Catedral de Jaca

Su aportación más importante fue su mecenazgo, que permitió la construcción de la capilla renacentista de San Miguel en la Catedral de Jaca, entre 1521 y 1523.La capilla es considerada el primer acto exitoso y auténtico "a la romana" construido en Aragón.La construcción fue encargada al arquitecto Juan de Moreto, quien trabajó con los escultores Juan de Salas, Gil Morlanes y Gabriel Joly.El coste total de la construcción ascendió a 41.600 sueldos jaqueses que sufragó íntegramente el matrimonio Lasala-Bonet, haciendo representar hasta seis veces sus armas heráldicas en la propia capilla (cinco en el interior y una en el exterior del templo). A finales de 1526 todavía quedaba algún retoque final, pues se indica en un documento que "se acabe de dorar y pintar el Retablo y filaterias por ellos hechas en la Capilla fabricada en la Seu de la dicha Ciudad".
La capilla fue utilizada por los Lasala como lugar de enterramiento. Un miembro de la familia establece en su testamento de 1561 que mi cuerpo sea sepultado en la catedral de la dicha ciudad en la capilla de los de Lasala,por lo que Juan y Juana debieron ser enterrados allí, aunque sus lápidas se encuentran desmarcadas,y en la actualidad solo se puede constatar en el lugar las tumbas de varios obispos de Jaca. 
Juan de Lasala y Juana Bonet, aprovecharon la estancia de eminentes arquitectos y escultores en Jaca, para contruirse también su propia casa en el número 3 de la plaza del mercado, enfrente de la catedral.Dos medallones con retratos en la pared tienen esculpidos sus bustos que todavía persisten hoy día.
En diciembre de 1526 Juan ordenó una modificación de su testamento encontrándose enfermo,muriendo probablemente poco después, a quien seguiría su esposa pues no vuelve a aparecer en la documentación.

## Matrimonio y descendencia
Junto a su esposa Juana Bonet Cañardo, hija del notario jaqués García Bonet de Acumuer y Catalina Cañardo, fueron padres de:
- Martín de Lasala Bonet, nacido hacia 1500. Señor de Somanés y notario de Jaca, contrajo matrimonio en dos ocasiones: la primera, con Juana Bonet, sin duda, pariente de su suegra, con quien tuvo a su sucesor Juan (citado en el testamento de su abuelo como su heredero), y a Gracia; y en segundo lugar, con Ana Remírez, con quien tuvo al también notario Francés de Lasala Remírez.[15]